# Bertrie Wierenga
Bertrie Wierenga (Leeuwarden, 26 oktober 1989) is een Nederlands actrice en model. Ze speelde in diverse films en series, waaronder Stjêr, Celblok H en Goede tijden, slechte tijden.

## Levensloop
Wierenga werd geboren in Leeuwarden en verhuisde op latere leeftijd naar Hardegarijp. Op jonge leeftijd had Wierenga al ambitie om actrice te worden, zo was ze op tienjarige leeftijd al te zien in de musical Oliver! van Joop van den Ende. Tevens volgde ze een jeugddansopleiding in Friesland en rondde deze succesvol af. Sindsdien was Wierenga in meerdere kleinschalige theaterproducties te zien en was ze vier jaar lid van de showmusical-dansgroep Dance Explosion.
Wierenga was in deze periode ook als model actief. Ze liep onder andere voor Addy van den Krommenacker en Oso Couture en won in 2008 de modelwedstrijd Next Mata Hari.
In de jaren die volgen volgde ze meerdere acteeropleidingen. In 2013 maakte Wierenga haar debuut als filmactrice als het personage Fredau Buwalda in de korte film Paradise now, dat onderdeel was van het 48 Hour Film Project. Hierna volgde de korte films Hit the road en Paf, voordat Wierenga in december 2017 te zien was als Erica de Vries in de bioscoopfilm Huisvrouwen bestaan niet. Datzelfde jaar was Wierenga in meerdere kleinschalige rollen te zien in verschillende televisieseries, waaronder Moordvrouw, B.A.B.S. en Meisje van plezier. Ze had een grotere rol in de serie Celblok H. In 2018 was Wierenga in gastrollen te zien in de televisieseries De Spa en De Kameleon.
Wierenga heeft haar naamsbekendheid voornamelijk te danken doordat ze sinds januari 2019 de hoofdrol van Shanti Vening ging vertolken in de RTL 4-soap Goede tijden, slechte tijden. In 2016 was ze al in de soap te zien als een ander personage. Ze vertolkte deze rol tot en met oktober 2024; ze verliet oorspronkelijk tijdelijk de soap in verband met haar zwangerschap, echter nadat haar dochter geboren was kwam ze tot de conclusie dat ze niet meteen fulltime wilde werken om meer tijd met haar dochter te hebben. Parttime werken bij Goede tijden, slechte tijden was niet mogelijk waardoor Wierenga niet terugkeerde, het personage keerde wel terug en werd overgenomen door actrice Jolijn Henneman.
In 2023 speelde Wierenga de rol van Maria Magdalena in The Passion. Op 12 oktober 2023 won Wierenga tijdens de 58e editie van het Gouden Televizier-Ring Gala de prijs voor Televizier-Ring Acteur. Ze won de prijs mede dankzij haar rol als Shanti Vening in Goede tijden, slechte tijden; voornamelijk door de verhaallijn over haar doodgeboren baby. In 2024 vertolkte ze de rol van Carla Reiss in de AVROTROS-serie Flikken Maastricht. Datzelfde jaar was Wierenga tevens te zien in de bioscoopfilms Expeditie Cupido en Rokjesnacht.
Naast acteren heeft Wierenga pogingen gedaan om een zangcarrière op te starten; zo heeft ze online meerdere nummers gecoverd en deed ze in 2016 auditie bij The voice of Holland. In september 2023 bracht ze haar eerste nummer uit onder de naam Ooit kom ik thuis.

## Privé
Wierenga heeft een relatie met acteur Dorian Bindels, die ze op de set van Goede tijden, slechte tijden leerde kennen. Het stel is verloofd en werd begin november 2024 ouders van een dochter.

## Filmografie

### Film
- 2013: Paradise now, als Fredau Buwalda
- 2016: Hit the road
- 2017: Paf, als Marrit Pieters
- 2017: Huisvrouwen bestaan niet, als Erica de Vries
- 2021: Stjêr, als Goaitske van Goaitsen
- 2022: F*ck de Liefde 2, als waarzegster
- 2023: Oei, ik groei!, als arts
- 2024: Expeditie Cupido, als Laila
- 2024: Rokjesnacht, als Eefje

### Televisie
- 2016: Goede tijden, slechte tijden, als Sabrina
- 2017: Moordvrouw, als journaliste
- 2017: B.A.B.S., als serveerster
- 2017: Celblok H, als Mel de Groot
- 2017: Meisje van plezier, als escort meisje
- 2018: De Spa, als klant
- 2018: De Kameleon, als politieagente
- 2019-2024: Goede tijden, slechte tijden, als Shanti Vening
- 2023: The Passion 2023, als Maria Magdalena
- 2024: Flikken Maastricht, als Carla Reiss

## Theater
- 1999-2000: Oliver!
- 2023-2024: De Tocht, als Annet[3]
- 2024: Schuld of onschuld - De protestmoord, als Iris Wondergem